# Ronde van Frankrijk 2011/Twaalfde etappe
De twaalfde etappe van de Ronde van Frankrijk 2011 werd verreden op 14 juli 2011 over een afstand van kilometer tussen Cugnaux en Luz-Ardiden. Het is de eerste Pyreneeën-etappe in deze Ronde van Frankrijk.

## Verloop
Naar traditie gingen vlak na de start een zestal renners aan de haal: Laurent Mangel, Jérémy Roy, Blel Kadri, Rubén Pérez, José Iván Gutiérrez en Geraint Thomas. Hun voorsprong zou tot maximaal zo’n negen minuten uitlopen.
Op de eerste col, de Hourquette, wilde de drager van de bolletjestrui Johnny Hoogerland zich nog eens tonen. Hij kreeg Sylvain Chavanel en Roman Kreuziger mee. Samen gingen ze achter de vluchters aan. Maar Hoogerland begaf snel. Kreuziger en Chavanel zetten door tot voor de top van de Tourmalet waar Chavanel moest passen. Kreuziger kwam nog als vijfde op de top voorbij.
Roy bereikte als eerste de top van de Tourmalet, voor Thomas. Deze laatste ging in de afdaling twee keer vlak na elkaar uit de bocht, maar kwam er zonder kleerscheuren vanaf. Team Leopard-Trek nam het initiatief waardoor een aantal bekende namen onverwacht snel de rol moesten lossen: Robert Gesink, Tony Martin, Peter Velits, Tejay van Garderen en Andreas Klöden, die het voornaamste slachtoffer werd van de zoveelste valpartij.
In de afdaling voor de klim naar Luz-Ardiden kon Philippe Gilbert zich weer niet bedwingen. Ditmaal kreeg hij onder meer Samuel Sánchez en Jelle Vanendert als gezelschap. In de klim op Luz-Ardiden liet dit duo iedereen achter op zoek naar de overgebleven koplopers Roy en Thomas, wat hen ook lukte. In het zicht van de meet poogde Vanendert nog van Sanchez weg te geraken, maar deze won met overmacht de etappe.
In een select peloton dat volgde op een kleine minuut deelden de Schlecks om de beurt prikjes uit. Uiteindelijk lukte het Fränk Schleck nog alleen weg te geraken. Alberto Contador verloor in de laatste kilometer nog dertien seconden op zijn voornaamste rivalen Andy Schleck, Cadel Evans en Ivan Basso.
| Tussensprint Sarrancolin na 119 km |                |        |
| Plaats                             | Naam           | Punten |
| Winnaar                            | Laurent Mangel | 20     |
| 2                                  | Jérémy Roy     | 17     |
| 3                                  | Blel Kadri     | 15     |

| Beklimming Hourquette d'Ancizan na 141,5 km | Beklimming Hourquette d'Ancizan na 141,5 km | Beklimming Hourquette d'Ancizan na 141,5 km | 1e cat. 9,9 km à 7,5 % | 1e cat. 9,9 km à 7,5 % |
| Plaats                                      | Naam                                        | Naam                                        | Punten                 |                        |
| Winnaar                                     | Laurent Mangel                              | Laurent Mangel                              | 10                     |                        |
| 2                                           | Rubén Pérez Moreno                          | Rubén Pérez Moreno                          | 8                      |                        |
| 3                                           | Blel Kadri                                  | Blel Kadri                                  | 6                      |                        |
| 4                                           | Jérémy Roy                                  | Jérémy Roy                                  | 4                      |                        |
| 5                                           | Geraint Thomas                              | Geraint Thomas                              | 2                      |                        |
| 6                                           | José Iván Gutiérrez                         | José Iván Gutiérrez                         | 1                      |                        |

| Beklimming Col du Tourmalet na 175,5 km | Beklimming Col du Tourmalet na 175,5 km | Beklimming Col du Tourmalet na 175,5 km | HC cat. 17,1 km à 7,3 % | HC cat. 17,1 km à 7,3 % |
| Plaats                                  | Naam                                    | Naam                                    | Punten                  |                         |
| Winnaar                                 | Jérémy Roy                              | Jérémy Roy                              | 20                      |                         |
| 2                                       | Geraint Thomas                          | Geraint Thomas                          | 16                      |                         |
| 3                                       | Blel Kadri                              | Blel Kadri                              | 12                      |                         |
| 4                                       | Rubén Pérez Moreno                      | Rubén Pérez Moreno                      | 8                       |                         |
| 5                                       | Roman Kreuziger                         | Roman Kreuziger                         | 4                       |                         |
| 6                                       | Laurens ten Dam                         | Laurens ten Dam                         | 2                       |                         |

| Beklimming Luz-Ardiden na 211 km | Beklimming Luz-Ardiden na 211 km | Beklimming Luz-Ardiden na 211 km | HC cat. 1,3 km à 7,4 % | HC cat. 1,3 km à 7,4 % |
| Plaats                           | Naam                             | Naam                             | Punten                 |                        |
| Winnaar                          | Samuel Sánchez                   | Samuel Sánchez                   | 40                     |                        |
| 2                                | Jelle Vanendert                  | Jelle Vanendert                  | 32                     |                        |
| 3                                | Fränk Schleck                    | Fränk Schleck                    | 24                     |                        |
| 4                                | Ivan Basso                       | Ivan Basso                       | 16                     |                        |
| 5                                | Cadel Evans                      | Cadel Evans                      | 8                      |                        |
| 6                                | Andy Schleck                     | Andy Schleck                     | 4                      |                        |

## Uitslagen
| Rituitslag |                  |                     |           |
| Plaats     | Naam             | Ploeg               | Tijd      |
| Winnaar    | Samuel Sánchez   | Euskaltel-Euskadi   | 6u01'15"  |
| 2          | Jelle Vanendert  | Omega Pharma-Lotto  | op 00'07" |
| 3          | Fränk Schleck    | Team Leopard-Trek   | op 00'10" |
| 4          | Ivan Basso       | Liquigas-Cannondale | op 00'30" |
| 5          | Cadel Evans      | BMC Racing Team     | z.t.      |
| 6          | Andy Schleck     | Team Leopard-Trek   | z.t.      |
| 7          | Damiano Cunego   | Lampre-ISD          | op 00'35" |
| 8          | Alberto Contador | Saxo Bank-Sungard   | op 00'43" |
| 9          | Thomas Voeckler  | Team Europcar       | op 00'50" |
| 10         | Pierre Rolland   | Team Europcar       | z.t.      |
|            |                  |                     |           |
| 18         | Laurens ten Dam  | Rabobank            | op 02'10" |

| Strijdlustigste renner |                |                |
|                        | Naam           | Ploeg          |
|                        | Geraint Thomas | Sky ProCycling |

## Klassementen
| Algemeen Klassement |                  |                     |           |
| Plaats              | Naam             | Ploeg               | Tijd      |
| Gele trui           | Thomas Voeckler  | Team Europcar       | 51u54'44" |
| 2                   | Fränk Schleck    | Team Leopard-Trek   | + 01'49"  |
| 3                   | Cadel Evans      | BMC Racing Team     | + 02'06"  |
| 4                   | Andy Schleck     | Team Leopard-Trek   | + 02'17"  |
| 5                   | Ivan Basso       | Liquigas-Cannondale | + 03'16"  |
| 6                   | Damiano Cunego   | Lampre-ISD          | + 03'22"  |
| 7                   | Alberto Contador | Saxo Bank-Sungard   | + 04'00"  |
| 8                   | Samuel Sánchez   | Euskaltel-Euskadi   | + 04'11"  |
| 9                   | Tom Danielson    | Team Garmin-Cervélo | + 04'35"  |
| 10                  | Nicolas Roche    | AG2R-La Mondiale    | + 04'57"  |
|                     |                  |                     |           |
| 11                  | Kevin De Weert   | Quick Step          | + 05'07"  |
| 27                  | Rob Ruijgh       | Vacansoleil-DCM     | + 11'06"  |

| Ploegenklassement |                             |            |
| Plaats            | Ploeg                       | Tijd       |
|                   | Team Leopard-Trek           | 155u09'18" |
| 2                 | Team Europcar               | + 01'05"   |
| 3                 | AG2R-La Mondiale            | + 02'21"   |
| 4                 | Team RadioShack             | + 04'08"   |
| 5                 | Team Katjoesja              | + 05'03"   |
| 6                 | Team Garmin-Cervélo         | + 07'32"   |
| 7                 | Euskaltel-Euskadi           | + 14'02"   |
| 8                 | Sky ProCycling              | + 16'10"   |
| 9                 | Cofidis, le crédit en ligne | + 19'40"   |
| 10                | Quick Step                  | + 24'01"   |

## Nevenklassementen
| Puntenklassement |                    |                    |        |
| Plaats           | Naam               | Ploeg              | Punten |
| Groene trui      | Mark Cavendish     | Team HTC-High Road | 260    |
| 2                | José Joaquín Rojas | Team Movistar      | 242    |
| 3                | Philippe Gilbert   | Omega Pharma-Lotto | 234    |
|                  |                    |                    |        |
| 40               | Lieuwe Westra      | Vacansoleil-DCM    | 32     |

| Bergklassement |                   |                    |        |
| Plaats         | Naam              | Ploeg              | Punten |
| Bolletjestrui  | Samuel Sánchez    | Euskaltel-Euskadi  | 40     |
| 2              | Jelle Vanendert   | Omega Pharma-Lotto | 32     |
| 3              | Jérémy Roy        | Française des Jeux | 24     |
|                |                   |                    |        |
| 5              | Johnny Hoogerland | Vacansoleil-DCM    | 22     |

| Jongerenklassement |                   |                             |            |
| Plaats             | Naam              | Ploeg                       | Tijd       |
| Witte trui         | Arnold Jeannesson | Française des Jeux          | 52u'00'34" |
| 2                  | Rein Taaramäe     | Cofidis, le crédit en ligne | op 01'37"  |
| 3                  | Rigoberto Urán    | Sky ProCycling              | op 02'05"  |
|                    |                   |                             |            |
| 7                  | Rob Ruijgh        | Vacansoleil-DCM             | op 05'16"  |
| 24                 | Thomas De Gendt   | Vacansoleil-DCM             | op 59'33"  |

## Opgaves
- Romain Feillu (Vacansoleil-DCM) niet gestart wegens peesontsteking aan de knie
- Denis Galimzjanov (Team Katjoesja) finishte buiten de tijd.

1e etappe ·
2e etappe ·
3e etappe ·
4e etappe ·
5e etappe ·
6e etappe ·
7e etappe ·
8e etappe ·
9e etappe ·
10e etappe ·
11e etappe ·
12e etappe ·
13e etappe ·
14e etappe ·
15e etappe ·
16e etappe ·
17e etappe ·
18e etappe ·
19e etappe ·
20e etappe ·
21e etappe
Startlijst · Eindstanden · Afbeeldingen